# Aldobrandino Caetani
  Aldobrandino Caetani , (né à Rome, Italie, et mort   le 11 janvier 1223 à Rome) est un cardinal italien   du XIIIe siècle. Il est un parent du pape Boniface VIII. Autres cardinaux de la famille sont Benedetto Caetani, iuniore (1295), Giacomo Tomassi-Caetani, O.F.M. (1295) et Francesco Caetani (1295).

## Biographie
Le pape Innocent III le crée cardinal lors du consistoire de 1216.  Le cardinal Caetani ne participe pas à l'élection d' Honorius III en  1216.